# أليكس جورج (متسابق دراجات نارية)
أليكس جورج (بالإنجليزية: Alex George)‏ هو متسابق دراجات نارية اسكتلندي. نافس في سباقات بطولة العالم لفئة 500 سي سي ولفئة 350 سي سي ولفئة 250 سي سي ولفئة 50 سي سي. كما شارك في كأس جزيرة مان السياحية.